# توماس إيستون
توماس إيستون (بالإنجليزية: Thomas Easton)‏ (17 يوليو 1944)؛ شاعر وروائي أمريكي.